# آکاسیای حبشی
آکاسیای حبشی (نام علمی: Acacia abyssinica) نام یک گونه از سرده آکاسیا است.